# Ancashtapaculo
De Ancashtapaculo (Scytalopus affinis) is een zangvogel uit de familie Rhinocryptidae (tapaculo's).

## Verspreiding en leefgebied
Deze soort is endemisch in westelijk Peru (regio Ancash).

## Status
De grootte van de populatie is niet gekwantificeerd maar de soort wordt omschreven als schaars, maar kan plaatselijk soms ook vrij algemeen zijn. Op de Rode lijst van de IUCN heeft deze soort de status niet bedreigd.